# 島田精一
島田 精一（しまだ　せいいち、1937年10月21日 - ）は、日本の実業家。日本ユニシス株式会社特別顧問。前住宅金融支援機構理事長。元三井物産株式会社副社長。元日本ユニシス株式会社社長。

## 来歴
東京都出身。1961年3月に東京大学法学部を卒業。ハーバード大学経営大学院 (AMP) 修了。大学卒業後、三井物産株式会社に入社。2000年、情報産業本部長等を歴任し、代表取締役副社長に就任。2001年、日本ユニシス株式会社社長就任。2007年から2011年3月まで、住宅金融支援機構理事長を務める。2007年イタリア政府より「グランデ・ウッフィチャーレ勲章」を受章。津田塾大学理事長、あゆみトラスト・ホールディングス株式会社特別顧問、スルガ銀行監査役、東京二期会理事等を歴任した。